# Billy Eckstine
Pour les articles homonymes, voir Clarence et Eckstein.
Billy « Mr B » Eckstine né William Clarence Eckstein  est un chanteur, trompettiste, tromboniste à pistons et chef d'orchestre américain de jazz, né à Pittsburgh en Pennsylvanie le 8 juillet 1914 et mort le 8 mars 1993. Le  New York Times le décrit comme un « chef de big band influent » et également un « baryton-basse à la voix suave » qui a inspiré des chanteurs comme Joe Williams, Arthur Prysock, ou bien encore Lou Rawls. Il fait partie des grands chanteurs populaires internationaux américains comme Bing Crosby, Peggy Lee, Dick Haymes, Sarah Vaughan, Frank Sinatra, Ella Fitzgerald, Nat King Cole, etc.

## Biographie

### Jeunesse et formation
Billy Eckstine est né à Pittsburgh, dans l'État de la Pennsylvanie, il est le cadet des trois enfants de William Eckstein et de Charlotte Eckstein. Les grands-parents paternels sont William F. Eckstein et Nannie Eckstein, un couple mixte qui vivait à Washington (district de Columbia), tous les deux étaient nés en 1863. William était né en Prusse et Nannie en Virginie. La sœur de Billy, Maxine était institutrice.
Billy Eckstine chante dès l’âge de 7 ans dans l'église épiscopalienne d'East Liberty (Pittsburgh) (en) dans la banlieue de Pittsburgh. Mais à l'époque le jeune Billy est plus intéressé par le sport que par la musique.  
Billy Eckstine a suivi des études secondaires à la Peabody High School (Pennsylvania) (en), études qu'il poursuit à la Armstrong High School (Virginia) (en) lorsque sa famille emménage à Washington (district de Columbia). ses études secondaires achevées il est admis au Saint Paul's College (Virginia) (en) de Lawrenceville, puis grâce à une bourse il entre en 1932 à l'Université Howard située à Washington dans la section d'éducation sportive et athlétisme. Blessé, il doit quitter l'Université Howard en 1933. Parallèlement à sa vie d'étudiant, il chante au sein de l'orchestre de jazz de Tommy Myle, imitant Cab Calloway. En 1933, il remporte un prix de chant lors d'un concours amateur au Howard Theatre (en) situé au 620 T Street, dans le quartier de Northwest, de Washington,,.

### Carrière
En 1939, Billy Eckstine connait la notoriété lorsqu'il rejoint le big band du pianiste Earl Hines, le Grand Terrace Orchestra, il enchaîne succès après succès, avec principalement des ballades: I'm Falling for You, Skylark, Somehow et des blues arrangés pour big band de jazz: Jelly Jelly, Stormy Monday Blues. Trois ans plus tard après avoir écouté la chanteuse de jazz Sarah Vaughan à un spectacle d'amateurs il la fait embaucher par Earl Hines. Puis il fait embaucher Dizzy Gillespie et Charlie Parker.
En 1944, il forme son propre big band intégrant une nouvelle génération de jazzmen Sarah Vaughan, Charlie Parker, Dizzy Gillespie, Art Blakey, Fats Navarro, Miles Davis, Gene Ammons, Dexter Gordon, Tadd Dameron,,.

### Vie personnelle
En 1942, Billy Eckstine épouse la chanteuse June Harris, le couple divorce en 1952.
En 1953, Billy Eckstine épouse Carolle Drake, le couple divorce en 1976. Le couple donne naissance à quatre enfants. Billy Eckstine adopte également les trois enfants nés d'une liaison antérieure. Ces enfants sont Ed Ekstine qui est le président de Mercury Records, Guy Eckstine (en) un directeur de la section jazz de Mercury Records puis un producteur de Virgin Records, de Columbia Records, de Verve Records, la chanteuse Gina Eckstine, l'acteur Ronnie Eckstine (en), Billy Junior, Kenny Eckstine, et Charlotte Carole Eckstine ,,,. 
Billy Eckstine meurt au Montefiore Hospital de Pittsburgh des suites d'un infarctus du myocarde, le 8 juillet 1993 à l'âge de 78 ans,. 
Après ses funérailles, la dépouille de Billy Eckstine est incinérée et ses cendres sont remises à des membres de sa famille et à des amis.

## Prix et distinctions
- 1960 : cérémonie d'inscription de son étoile sur le Walk of Fame au 6638, Hollywood Boulevard[15],[16].
- 1999 : lauréat à titre posthume d'un Grammy Hall of Fame Award décerné par l'Académie nationale des arts et des sciences (États-Unis) pour son interprétation de I Apologize (1931 song) (en) enregistrée en 1949 sous le label MGM Records[17],[18].

## Discographie (sélective)
Enregistrements :
- 1950 Billy Eckstine Sings (Savoy)
- 1952 Tenderly (MGM)
- 1954 Blues for Sale (EmArcy)
- 1954 Favorites (MGM)
- 1954 I Let a Song Go Out of My Heart (MGM)
- 1954 Songs by Billy Eckstine (MGM)
- 1954 The Great Mr. B (King)
- 1954 The Love Songs of Mr. B (EmArcy)
- 1955 I Surrender, Dear (EmArcy)
- 1955 Mister B with a Beat (MGM)
- 1955 Rendezvous (MGM)
- 1955 That Old Feeling (MGM)
- 1958 Billy's Best! (Mercury)
- 1958 Imagination (en)
- 1959 Basie and Eckstine, Inc. (Roulette)
- 1959 Billy and Sarah (Lion)
- 1960 No Cover, No Minimum (Roulette)
- 1960 Once More With Feeling (Roulette)
- 1961 At Basin St. East [live] (EmArcy)
- 1961 Billy Eckstine & Sarah Vaughan Sing Irving Berlin (Mercury)
- 1961 Billy Eckstine and Quincy Jones (Mercury)
- 1961 Broadway, Bongos and Mr. B (Mercury)
- 1962 Don't Worry 'bout Me (Mercury)
- 1964 12 Great Movies (Mercury)
- 1964 Modern Sound of Mr. B (Mercury)
- 1965 Prime of My Life (Motown)
- 1966 My Way (Motown)
- 1969 For Love of Ivy (Motown)
- 1970 Stormy (Enterprise)
- 1971 Feel the Warm (Enterprise)
- 1971 Moment (Capitol)
- 1972 Senior Soul (Enterprise)
- 1974 If She Walked into My Life (Enterprise)
- 1978 Memento Brasiliero – (Portuguese)
- 1984 I am a Singer
- 1986 Billy Eckstine Sings with Benny Carter (Verve)
- 1994 Everything I Have Is Yours – Anthology (Verve)
- 1995 I Apologize (Polydor)
- 2002 How High the Moon (Past Perfect)
- 2002 Billy Eckstine and His Orchestra (Deluxe)
- 2002 Stardust (Polydor)
- 2003 The Motown Years (Motown)
- 2004 Love Songs (Savoy)
- 2006 Timeless (Savoy)

### Articles
- (en-US) John S. Wilson, « Reminiscing With Billy Eckstine », The New York Times,‎ 18 mars 1977 (lire en ligne),
- (en-US) Eileen Southern et William Clarence ("Billy") Eckstine, « "Mr. B" of Ballad and Bop », The Black Perspective in Music, Vol. 8, No. 1,‎ printemps 1980, p. 54-64 (11 pages) (lire en ligne),
- (en-US) Leonard Feather, « JAZZ : ‘Mr. B’: A Survivor Sings Ballads of Love », Los Angeles Times,‎ 9 février 1992 (lire en ligne),
- (en-US) Richard Severo, « Billy Eckstine, 78, Band Leader And Velvet-Voiced Singer, Dies », The New York Times,‎ 9 mars 1993 (lire en ligne). ,
- (en-US) « Billy Eckstine; Singer of Hit Tunes Also Was a Pioneer of Be-Bop Style », Los Angeles Times,‎ 9 mars 1993 (lire en ligne). ,
- (en-US) Leonard Feather, « Billy Eckstine’s Career a Glorious Roller-Coaster », Los Angeles Times,‎ 10 mars 1993 (lire en ligne). ,
- (en-US) « Singer Band Leader Billy Eckstine Dies », The Washington Post,‎ 10 mars 1993 (lire en ligne). ,

### Essais
- (en-US) Cary Ginell, Mr. B: The Music and Life of Billy Eckstine, Hal Leonard Publishing Corporation, 1er août 2013, 228 p. (ISBN 9781458419804),